# Pocola (Oklahoma)
Pocola è un comune degli Stati Uniti d'America, situato nello Stato dell'Oklahoma, nella Contea di Le Flore.